# Rørsanger
Rørsanger (Acrocephalus scirpaceus) er en lille spurvefugl, der yngler i rørskove over størstedelen af Europa samt i dele af Centralasien og Nordafrika. Arten er en almindelig ynglefugl i Danmark som overvintrer i tropisk Afrika. Af udseende ligner den meget kærsanger og andre slægtninge, og genkendes bedst på sin sang. Den lever fortrinsvis af myg og fluer.

## Udseende
Rørsangeren er en 13 cm stor fugl, der er brunlig på oversiden og hvidlig på undersiden med gulbrune flanker. Hovedet virker spidst og issen flad ligesom hos andre sangere af slægten Acrocephalus. Næbbet er tyndt og spidst og benene er som regel mørke. Den ligner kærsanger meget og de to arter kan være vanskelige at kende fra hinanden, selv med fuglene i hånden. Deres sang er dog meget forskellige.

## Stemme
Sangen er lang og næsten uendelig. Det er en monoton gentagelse af de samme toner og lyder ofte som terr-terr-terr-ti-ti-ti-ti-ty-ty-ty-ty-terr-terr-terr-terr.... Fuglen begynder ofte på at synge, når mennesker nærmer sig dens territorium.

## Udbredelse
Rørsanger er udbredt i størstedelen af Europa, men fåtallig i de nordligste og sydligste egne. I Norge er arten således sjælden og findes kun i Sveriges og Finlands sydlige dele. Syd for Danmark er den udbredt i alle europæiske lande bortset fra Irland. Mod øst findes den i Asien indtil bjergkæden Tian Shan i Centralasien. Den yngler desuden i det nordligste Afrika og i Mellemøsten.
I Danmark findes arten overalt, hvor der vokser tagrør, både i store rørskove og i smalle bræmmer langs f.eks. søer og åer. Det vil sige, at den er almindelig over hele landet bortset fra visse dele af Nord-, Midt- og Vestjylland. Bestanden har dog været faldende siden 2000, selvom mængden af rørskov i Danmark er øget på grund af større næringstilførsel. Tilbagegangen skyldes sandsynligvis forhold i overvintringskvarteret i Afrika syd for Sahelzonen. Også andre trækfugle med vinterkvarter her er gået tilbage.

## Yngleforhold
Fuglene ankommer til Danmark i maj måned. Reden ophænges mellem tagrørenes stængler og bygges alene af hunnen. Magerne er derimod fælles om udrugningen og pasningen af ungerne. De normalt fire æg lægges i slutningen af maj eller begyndelsen af juni. De udruges i 12 dage og ungerne forlader reden efter 10-14 dage. Nogle fugle begynder allerede sidst i juli at forlade landet. Trækket mod syd kulminerer i slutningen af august eller begyndelsen af september. Både forår og efterår gæstes Danmark af svenske fugle.
Rørsangeren er ofte værtsfugl for gøgens unger.